# 막후지왕 : 러브 온 에어
《막후지왕 : 러브 온 에어》(중국어 간체자: 幕后之王, 정체자: 幕後之王, 병음: Mù hòu zhī wáng 무허우즈왕[*]，영어: Behind The Scenes 비하인드 더 신스[*])는 2019년 방송되었던 중국의 드라마이다.

## 소개
- 정상급 제작자와 꿈을 가진 대학생이 함께 꿈을 실현해가며 아름다운 사랑을 키우게 되는 이야기

## 등장인물
- 저우둥위 - 부샤오구 (布小谷) 역
- 뤄진 - 춘위차오 (淳于乔) 역
- 장위치 - 신후이메이(辛惠美) 역
- 류루이린 (Wayne Liu) - 쉬톈쩌 (许天泽) 역
- 천슈 - 위하이룬 (郁海伦) 역
- 중단니 (种丹妮) - 싱쯔 (杏子) 역
- 우리펑 (邬立朋) - 훠카이원 (霍凯文, 케빈) 역
- 류쥔 (刘钧) - 원쓰모 (闻思默) 역
- 천란 (陈燃) -뤄린 (骆琳) 역
- 왕샤오 (王骁) - 쑨팅위안 (孙廷远) 역
- 바이쉐윈 (白雪云) - 레이친 (雷琴) 역
- 장이 (张衣) - 셰링 (谢灵) 역
- 류디니 (刘迪妮) - 루차오 (陆朝) 역
- 양쯔모 (杨梓墨) - 린제 (林姐) 역
- 루싱위 (卢星宇) - 왕얼 (王尔) 역
- 장쥔밍 (张峻鸣) - 천쩌한 (陈泽瀚) 역
- 류추스 (刘秋实) - 제루이 (杰瑞) 역
- 장츠 (张驰) - 스텔라 (Stellar) 역
- 리훙타오 (李洪涛) - 줘핑 (卓平) 역
- 장야오 (张瑶) - 지슈 (吉秀) 역
- 장보자 - 뤄지아 (羅佳) 역
- 바오샤오 (鲍晓) - 볜볜 (边边) 역
- 장판 (张帆) - 선청 (沈澄) 역
- 양이퉁 (杨壹童) - 룽쯔원 (龙子文) 역
- 장선 (章申) - 바이청잔 (白程展) 역
- 자오쓰원 (赵思玟) - 바이신신 (白心心) 역
- 판스치 (潘时七) - 중양쯔 (钟阳子) 역